# Dzivinski rajon
Dzivinski rajon (belarusiska: Дзівінскі раён) var en rajon i Belarusiska SSR, Sovjetunionen mellan 1940 och 1959. Den låg i Brests voblast och hade Dzivin som centralort.